# 7. Infanterie-Division (Wehrmacht)

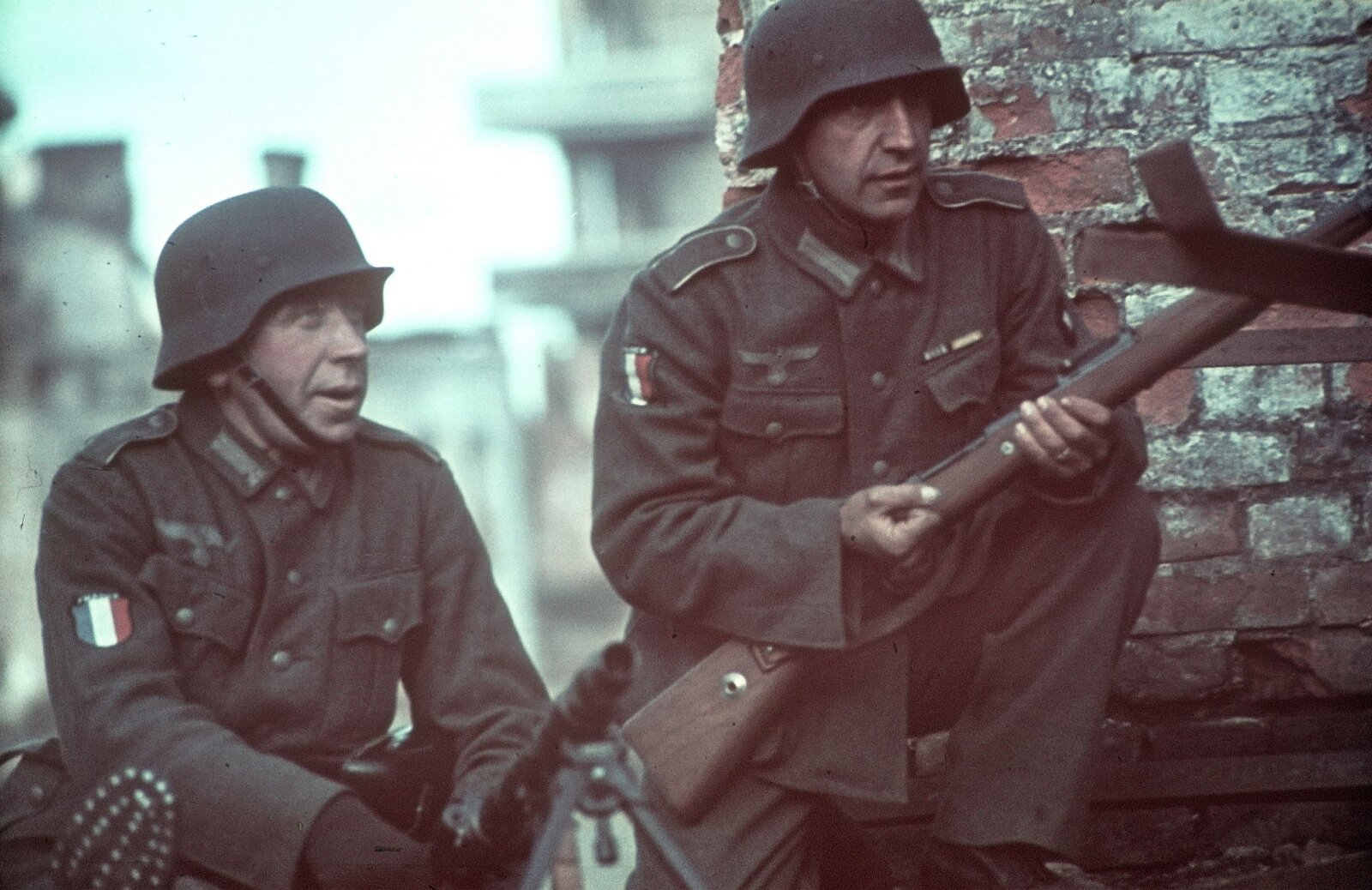
Soldaten des 638. Infanterieregiments (Legion der französischen Freiwilligen gegen den Bolschewismus), damals der 7. Infanteriedivision unterstellt, an der Ostfront im Jahr 1941

Die 7. Infanterie-Division war ein Großverband des Heeres der deutschen Wehrmacht. Der Verband war eine Elitedivision, die anders als andere Infanterie-Divisionen, ausschließlich mit Waffen aus deutscher Produktion ausgerüstet war. Sie fungierte als Traditionsträgerin der bayerischen Truppen, die im Ersten Weltkrieg gekämpft hatten.

## Divisionsgeschichte

### Aufstellung
Sie wurde am 1. Oktober 1934 als Artillerieführer VII und Division der 1. Aufstellungswelle in München im Wehrkreis VII aufgestellt.
Da die Aufstellung im Zuge der Erweiterung der Reichswehr vollzogen wurde, trug die 7. ID bis zu ihrer Enttarnung am 15. Oktober 1935 den Decknamen Artillerieführer VII.

### Kriegseinsätze
Die 7. ID wurde am 1. August 1939 in die Slowakei verlegt, wo sie ab dem 26. August mobilgemacht wurde.

### Polenfeldzug
Ab dem 1. September 1939 nahm die Division im Verband des XVII. Armeekorps bei der 14. Armee am Angriffskrieg gegen Polen teil. Nachdem sie auf den Jablunka-Pass und an den Zwardoń-Sattel vorgestoßen war, verfolgte sie polnische Truppen über den Dunajec und marschierte in Przemyśl ein.

### Westfeldzug
Anschließend wurde die 7. ID an die Westgrenze des Deutschen Reiches verlegt. Von dort aus nahm sie im Abschnitt der 6. Armee am Westfeldzug teil und stieß im Verband des IV. Armeekorps ab dem 10. Mai 1940 über Löwen und Tournai zum Schelde-Abschnitt vor, wo sie an der Schlacht an der Schelde teilnahm. Danach überschritt die 7. ID im Verband des XI. Armeekorps die Lys und nahm an den Kämpfen um Lille teil. Nach dem Waffenstillstand im Juni blieb die Division als Besatzungstruppe in Nordfrankreich stationiert.
Im April des Jahres 1941 wurde die 7. ID in das Generalgouvernement verlegt, um sich auf das Unternehmen Barbarossa vorzubereiten.

### Unternehmen Barbarossa
Die Division begann den Überfall auf die Sowjetunion am 22. Juni 1941 mit 17.250 Soldaten und 5180 Pferden als Bestandteil der 4. Armee. Am 21. Juni 1941 hatte sich der Kommandeur Generalleutnant Freiherr Eccard von Gablenz mit den Worten an die Division gewandt: „Soldaten der 7. Division! Der Führer hat den Angriffsbefehl gegeben. Wir wollen in eiserner Pflichterfüllung den Ruf unserer Division hochhalten und neuen Ruhm und Ehre an unsere Fahnen heften. Der Feind fürchtet uns; wir werden ihn vernichten, wo wir ihn treffen. Ich wünsche Euch Soldatenglück und vertraue auf Euch. Unser altes Losungswort gilt: ,Vorwärts, ran an den Feind!' Es lebe unser Volk, es lebe der Führer!“ Der katholischer Militärbischof Franz Justus Rarkowski schrieb in seinem Hirtenbrief am 29. Juni 1941, dass der „Krieg gegen Russland ein europäischer Kreuzzug“ sei.
In der Kesselschlacht von Minsk stieß die Division im Verband des VII. Armeekorps über Białystok nach Minsk, dann nach Mogilew und nach Roslawl vor. Bereits am ersten Tag des Angriffs gab es 47 Gefallene. Nur am 5. August fielen mit 60 und am 26. Oktober 1941 mit 51 mehr Soldaten an einem Tag in diesem Jahr. Nach der Kesselschlacht dokumentierte man: „Der Feind verteidigte sich den vorangegangenen Kämpfen außerordentlich zäh, manchmal - selbst in verzweifelter Lage - bis zur letzten Patrone.“ Nach der ersten Kesselschlacht drang die Einheit mit einer Marschleistung von 30 bis 35 Kilometern täglich weiter nach Osten vor. Wegen Nachschubproblemen und da die Bäckereikompanie nicht genug backen konnte, musste die tägliche Brotration von 750 auf 600 Gramm gekürzt werden. Weil keine LKWs zur Verfügung standen, ordnete die Division an, es sei „der Abtransport von verwundeten Kriegsgefangenen nur dann durchzuführen, wenn die eigenen Verwundeten restlos versorgt sind“. Am 12. Juli 1941 dokumentieren die Akten der Division, dass die Ausfälle von LKWs in beunruhigendem Maße zunahmen. Truppenteile gingen zu „freiem Schlachten“ von Vieh und „wilden Beschaffungen“ über, obwohl dies durch ausdrücklichen Befehl verboten war. Am 18. Juli 1941 mussten wegen „katastrophalen Zustandes der Kleidung“ 10.000 „Beutefußlappen“ beschafft werden. Die Division fordert an diesem Tag 20 000 Socken an, um die Marschfähigkeit zu erhalten. Die 7. ID nahm an der Kesselschlacht bei Smolensk teil, stieß über Nara vor und beteiligte sich an der Schlacht um Moskau, wobei die deutsche Offensive rund 60 km westlich von Moskau aufgrund der widrigen Witterungsbedingungen erlahmte. Nach dem Beginn der sowjetischen Gegenoffensive am 5. Dezember 1941 kämpfte die Division im Raum Schelkowka-Dorochowo.
In den ersten sechs Monaten des Ostfeldzuges fielen rund ein Drittel der Soldaten der Division durch Tod oder Verwundung aus, dies entsprach ungefähr den Verlusten des ganzen Ostheeres.

### 1942
Anfang des Jahres 1942 erfolgte der Rückzug an die Nara und die Gshatsk-Stellung. In diesem Raum verblieb die Division praktisch bis zum Januar 1943.

### 1943
Der Februar 1943 brachte die Verlegung der Division in den Raum Spass-Dmensk. Sie nahm vom 15. Mai bis 4. Juni 1943 am Unternehmen Zigeunerbaron gegen sowjetische Partisanen im Raum südlich Brjansk teil. Per Befehl wurde angeordnet „Das Erschießen von Gefangenen ist der Truppe verboten“ und das „selbstständige Niederbrennen“ von Dörfern ebenfalls. Ein Bericht vermerkt zu den Partisanen „seltsames Gemisch aus fanatischen, vaterlandsliebenden Kämpfern, Abenteurern, Straßenräubern und gepressten Mitläufern, seltsame, groteske, grausige Schicksale“. Die Division meldete nach Ende des Einsatzes: „387 gezählte Feindtote, dazu etwa 350 geschätzte Tote, 259 Gefangene und 25 Überläufer, 4350 evakuierte Zivilisten, 72 Bandenlager mit 1008 Bunkern und 242 Hütten zerstört … Eigene Verluste: vier Offiziere, 20 Unteroffiziere und Mannschaften gefallen, 183 Offiziere und 639 Unteroffiziere verwundet, 13 Mann vermisst.“ Historiker schätzen, dass „nur 20 bis 30 Prozent der Todesopfer tatsächlich Partisanen waren“. Der Historiker Christian Hartmann sieht als Ergebnis: „Zurück blieben Wüstenzonen: verödete Gebiete, abgebrannte Dörfer und Berge von Leichen“. Beim Unternehmen Zigeunerbaron gab es laut Wehrmachtsquellen nur 1585 Feindtote und 1568 Gefangene. Eine Meldung vermerkt daher am Ende „Der Feind ist in seiner Kampfmoral ungebrochen.“ Wie meist bei den Antipartisaneneinsätzen der Wehrmacht konnte die große Mehrheit der Partisanen rechtzeitig ausweichen.
Von Juni 1943 bis August stand die Division im Orelbogen in schweren Kämpfen, dabei stand sie während der Angriffe im Rahmen des Unternehmen Zitadelle auf dem rechten Flügel der 9. Armee. Dann war die 7. ID von den sowjetischen Angriffen der Orjoler Operation betroffen und war gezwungen, sich im September über die Desna und den Dnejpr nach Gomel zurückzuziehen.

### 1944
Infolge der sowjetischen Sommeroffensive 1944 (Operation Bagration) musste sich auch die deutsche 2. Armee Ende Juni 1944 über die Pripjetsümpfe nach Westen absetzen.
Der Rückzug der 7. I.D. erfolgte über Pinsk und während der Lublin-Brester Operation über Bielsk Podlaski an den Bug, wo die Division in den folgenden Monaten kämpfte. Im Herbst 1944 musste sich die Division im Verband des XXIII. Armeekorps nach Kämpfen bei Włodawa-Węgrów zwischen dem Narew und der unteren Weichsel in den Raum Pultusk und im Januar/Februar 1945 über Zichenau, Thorn und Graudenz nach Danzig zurückziehen.

### Kapitulation
Nach den letzten Abwehrkämpfen im nördlichen Brückenkopf an der Weichsel kapitulierte die Division am 8. Mai im Raum südlich Stutthof-Steegen und Bohnsack. Am 9. Mai wird im Kriegstagebuch der Wehrmacht eingetragen: „In Ostpreußen haben deutsche Divisionen noch gestern die Weichsel-Mündung und den Westteil der Frischen Nehrung tapfer verteidigt, wobei sich die 7. Division besonders auszeichnete.“ sei.

## Personen

### Divisionskommandeure
| Dienstzeit                              | Dienstgrad      | Name                                    |
| --------------------------------------- | --------------- | --------------------------------------- |
| Aufstellung – 12. November 1936         | Generalleutnant | Franz Halder                            |
| 12. November 1936 bis 31. Juli 1939     | Generalleutnant | Otto Hartmann                           |
| 1. August bis 30. September 1939        | Generalmajor    | Eugen Ott                               |
| 1. Oktober bis 1. Dezember 1939         | Generalmajor    | Eccard Freiherr von Gablenz             |
| 1. Dezember 1939 bis 13. Dezember 1941  | Generalleutnant | Eccard Freiherr von Gablenz             |
| 13. Dezember 1941 bis 28. Dezember 1941 | Generalmajor    | Pauer-i. V.                             |
| 29. Dezember 1941 bis 1. November 1942  | Generalmajor    | Hans Jordan                             |
| 1. November 1942 bis 2. Oktober 1943    | Generalleutnant | Fritz-Georg von Rappard                 |
| 2. Oktober bis 30. November 1943        | Oberst          | Carl André (mit der Führung beauftragt) |
| 1. Dezember bis 8. Dezember 1943        | Generalmajor    | Gustav Gihr                             |
| 8. Dezember 1943 bis August 1944        | Generalleutnant | Fritz-Georg von Rappard                 |
| August 1944                             | Oberst          | Alois Weber                             |
| September 1944 bis zur Kapitulation     | Generalleutnant | Fritz-Georg von Rappard                 |

### Generalstabsoffiziere (Ia)
| Dienstzeit                    | Dienstgrad     | Name               |
| ----------------------------- | -------------- | ------------------ |
| 1938 bis 21. Dezember 1941    | Oberstleutnant | Paul Reichelt      |
| Januar 1942 bis Mai 1943      | Major          | Maximilian Leyherr |
| Mai bis November 1943         | Major          | Klaus Obermair     |
| November 1943 bis Januar 1944 | Oberstleutnant | Rudolf Plücker     |
| Januar bis Juni 1944          | Major          | Hans Flierl        |
| Juni bis November 1944        | Major          | Walter Birk        |
| November 1944 bis April 1945  | Major          | Hanno Krause       |

### Bekannte Divisionsangehörige
- Alfred Müller (1915–1997), war von 1970 bis 1975, als Brigadegeneral des Heeres der Bundeswehr, Kommandeur der Kampftruppenschule 2
- Emil Spannocchi (1916–1992), war von 1978 bis 1981, als General des österreichischen Bundesheeres, Leiter der Sektion III im Bundesministerium für Landesverteidigung

Die Zahl der Träger des Ritterkreuzes in der 7. Division betrug 47, fünf weitere erhielten das Eichenlaub des Ritterkreuzes. So war die Division unter den Bodentruppen der Wehrmacht eine der mit den meisten Orden ausgezeichneten Divisionen.

## Gliederung
- Infanterie-Regiment 19
- Infanterie-Regiment 61
- Infanterie-Regiment 62
  - Panzerabwehr-Abteilung 7
- Artillerie-Regiment 7
- Artillerie-Regiment 43
  - Beobachtungs-Abteilung 7
  - Aufklärungs-Abteilung 7
  - Pionier-Bataillon 7
  - Feldersatz-Bataillon 7
  - Infanterie-Divisions-Nachrichten-Abteilung 7
- Infanterie-Divisions-Nachschubführer 7

## Akten der Division
Die 7. Infanterie-Division gehört zu den wenigen Einheiten der Wehrmacht an der Ostfront, deren Akten bis Anfang 1944 im Bundesarchiv in Freiburg/Breisgau erhalten sind.
Weiterhin sind erhalten geblieben:
- GermanDocsInRussia, CAMO – Bestand 500, Findbuch 12483, Akte 4: Unterlagen der 2. Kompanie des Pionierbataillons 7 der 7. Infanteriedivision: Auszeichnungs- und Beförderungsvorschläge, Personalbeurteilungen, Merkblätter für die Kampfführung etc.[4]